# Japanse kampioenschappen schaatsen afstanden 2019 - 3000 meter vrouwen
De 3000 meter vrouwen op de Japanse kampioenschappen schaatsen afstanden 2019 werd gereden op vrijdag 26 oktober 2018 in het ijsstadion M-Wave in Nagano.

## Statistieken
| #      | Schaatser       | Tijd       |
| ------ | --------------- | ---------- |
| Goud   | Miho Takagi     | 4.06,53 KR |
| Zilver | Ayano Sato      | 4.08,64    |
| Brons  | Nene Sakai      | 4.10,08    |
| 4      | Nana Takagi     | 4.10,42    |
| 5      | Yuna Onodera    | 4.14,15 PR |
| 6      | Nana Takahashi  | 4.17,77    |
| 7      | Rin Kosaka      | 4,19,13    |
| 8      | Anna Suzuki     | 4.19,97    |
| 9      | Lemi Williamson | 4.20,17    |
| 10     | Maki Tabata     | 4.20,26    |
| 11     | Mai Abe         | 4.21,77    |
| 12     | Ayuri Fukuoka   | 4.22,60    |
| 13     | Honoka Kumagai  | 4.23,05    |
| 14     | Yuna Yoshimura  | 4.26,31    |
| 15     | Karuna Koyama   | 4.27,22    |
| 16     | Moe Kitahara    | 4.28,70    |
| 17     | Momoka Horikawa | 4.28,87    |
| 18     | Sana Fujii      | 4.33,85    |
| 19     | Yui Fujimori    | 4.36,10    |

| Rit        | Baan   | Schaatser       | Tijd (rang)  |
| ---------- | ------ | --------------- | ------------ |
| 1          | Binnen | Yui Fujimori    | 4.36,10 (19) |
| 1          | Buiten |                 |              |
| 2          | Binnen | Ayuri Fukuoka   | 4.22,60 (12) |
| 2          | Buiten | Sana Fujii      | 4.33,85 (18) |
| 3          | Binnen | Momoka Horikawa | 4.28,87 (17) |
| 3          | Buiten | Rin Kosaka      | 4.19,13 (7)  |
| 4          | Binnen | Karuna Koyama   | 4.27,22 (15) |
| 4          | Buiten | Moe Kitahara    | 4.28,70 (16) |
| 5          | Binnen | Anna Suzuki     | 4.19,97 (8)  |
| 5          | Buiten | Lemi Williamson | 4.20,17 (9)  |
| Dweilpauze |        |                 |              |
| 6          | Binnen | Yuna Onodera    | 4.14,15 (5)  |
| 6          | Buiten | Honoka Kumagai  | 4.23,05 (13) |
| 7          | Binnen | Maki Tabata     | 4.20,26 (10) |
| 7          | Buiten | Nene Sakai      | 4.10,08 (3)  |
| 8          | Binnen | Mai Abe         | 4.21,77 (11) |
| 8          | Buiten | Yuna Yoshimura  | 4.26,31 (14) |
| 9          | Binnen | Ayano Sato      | 4.08,64 (2)  |
| 9          | Buiten | Miho Takagi     | 4.06,53 (1)  |
| 10         | Binnen | Nana Takagi     | 4.10,42 (4)  |
| 10         | Buiten | Nana Takahashi  | 4.17,77 (6)  |

## Wereldbekerkwalificatie
De volgende rijders hebben zich gekwalificeerd voor de wereldbekers:
| #      | Schaatser    | 1. Obihiro | 2. Tomakomai | 3. Tomaszów Mazowiecki | 4. Heerenveen |
| ------ | ------------ | ---------- | ------------ | ---------------------- | ------------- |
| 1      | Miho Takagi  | X          | X            | 3 km niet verreden     | X             |
| 2      | Ayano Sato   | X          | X            | 3 km niet verreden     | X             |
| 3      | Nene Sakai   | X          | X            | 3 km niet verreden     | X             |
| 4      | Nana Takagi  | X          | X            | 3 km niet verreden     | X             |
| 5      | Yuna Onodera | X          | X            | 3 km niet verreden     | X             |
| Totaal | Totaal       | 5          | 5            |                        | 5             |

## IJs- en klimaatcondities
|                  |         | Start   | Eind |
| ---------------- | ------- | ------- | ---- |
| Tijd             | 14:52   | 16:04   |      |
| Paar             | 1       | 10      |      |
| Luchttemperatuur | 15,1°C  | 14,6°C  |      |
| IJstemperatuur   | -4,0°C  | -3,8°C  |      |
| Luchtvochtigheid | 60%     | 56%     |      |
| Luchtdruk        | 975 hPa | 975 hPa |      |